# Susanne von Nathusius
Pour les articles homonymes, voir Nathusius.
Susanne von Nathusius, née en 1850 à Königsborn, quartier de Biederitz, et morte en 1929 à Nietleben, quartier de Halle-sur-Saale, est une peintre portraitiste allemande.

## Biographie
Susanne von Nathusius naît en 1850 à Königsborn, troisième des six enfants du zoologiste Wilhelm von Nathusius ; elle grandit dans le manoir familial à Königsborn, avec des précepteurs privés.
Elle étudie ensuite à la Königliche Kunstschule de Berlin où elle a pour professeur le peintre Gottlieb Biermann ; elle continue sa formation artistique à Paris à l'Académie Julian où elle a comme professeurs entre autres Jean-Jacques Henner et Carolus-Duran. Elle s'installe à Berlin. Elle expose au Salon des Artistes Français et obtient en 1896 une mention honorable.
Susanne von Nathusius meurt en 1929 à Nietleben.

## Galerie

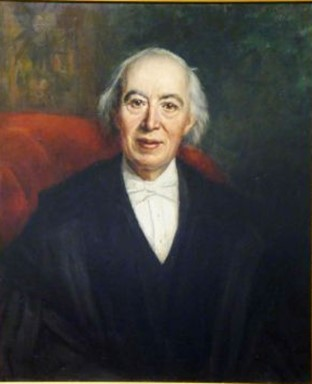
Portrait de Willibald Beyschlag, vers 1915 (Université Martin-Luther de Halle-Wittemberg)
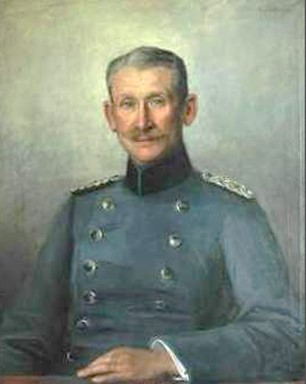
Portrait de Wilhelm von Nathusius, vers 1890
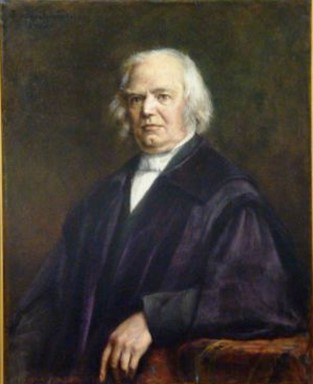
Portrait d'August Friedrich Pott, vers 1902 (Université Martin-Luther de Halle-Wittemberg)
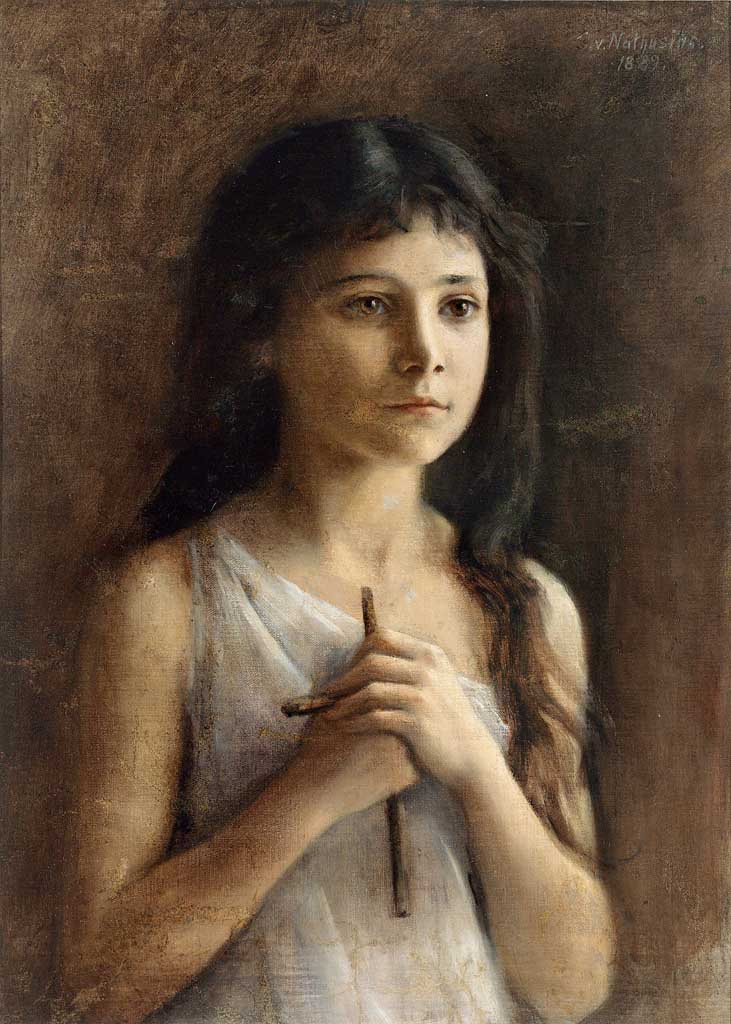
Jeune fille, 1889